# 22729 Anthennig
22729 Anthennig este un asteroid din centura principală de asteroizi.

## Descriere
22729 Anthennig este un asteroid din centura principală de asteroizi. A fost descoperit pe 26 septembrie 1998 la Socorro, New Mexico, în cadrul proiectului LINEAR. Asteroidul prezintă o orbită caracterizată de o semiaxă mare de 2,30 ua, o excentricitate de 0,08 și o înclinație de 6,9° în raport cu ecliptica.